# Kunsthal Charlottenborg

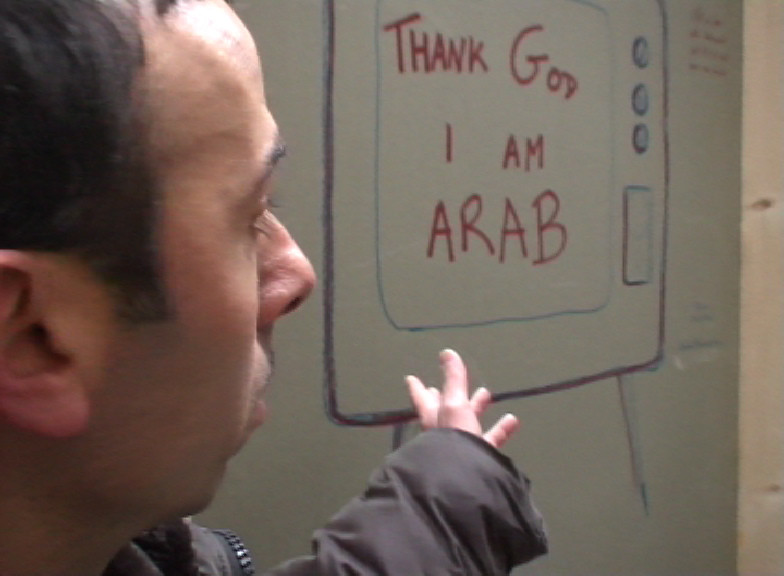
"Thank God I am ARAB" av Khaled Ramadan på Kunsthal Charlottenborgs återuppställningsutställning 2008.

Kunsthal Charlottenborg är en dansk konsthall för samtidskonst i  Köpenhamn, som är Det Kongelige Danske Kunstakademis utställningslokal.
Kunsthal Charlottenborg är inrymd i en tillbyggnad av det 1672–83 uppförda slottet Charlottenborg. Änkedrottning Charlotte Amalie köpte slottet 1700 och det har därefter varit förknippat med hennes namn. Huvudbyggnaden byggdes om med fasad mot Kongens Nytorv 1827 efter ritningar av Christian Frederik Hansen.
Slottsparken användes från 1778 som Botanisk Have fram till 1874, då den botaniska trädgården fick sin nuvarande placering nära Nørreport. Därefter uppfördes i parken en utställningbyggnad, vilken ritades av Albert Jensen och Ferdinand Meldahl och invigdes 1883. Byggnaden renoverades 2007–08 och döptes om till Kunsthal Charlottenborg.
Kunsthal Charlottenborg ingår sedan september 2012 som en del av Det Kongelige Danske Kunstakademis Billedkunstskoler. Konsthallen är med sina 1.200 kvadratmeter utställningssalar en av Nordens största utställningslokaler.
Kunsthal Charlottenborg har blivit känd för sin öppna vårutställning, som började som Den Frie Udstilling 1891. Konsthallen har utställningar med både inhemska och utländska utställare.